# جنگ دنیاها

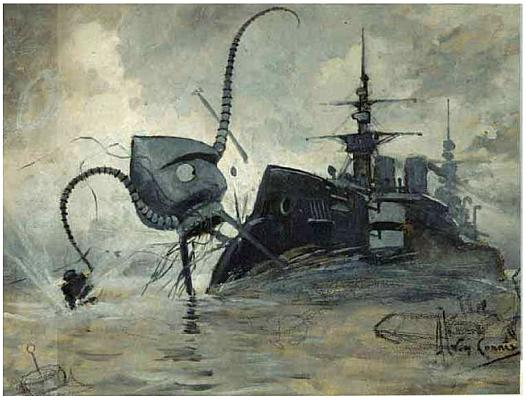
صحنه‌ای از نبرد یک ماشین مریخی و یک ناو جنگی در رمان «جنگ دنیاها».

جنگ دنیاها (به انگلیسی: The War of the Worlds) نام رمانی است علمی-تخیلی که توسط اچ. جی. ولز نویسنده انگلیسی میان سال‌های ۱۸۹۵ تا ۱۸۹۷، به رشته تحریر درآمد. این رمان شرح تجربیات یک راوی گمنام است که در حومه شهر لندن شاهد هجوم موجودات بیگانه‌ای از مریخ می‌شود. جنگ دنیاها، یکی از نخستین رمان‌هایی است که ستیز بین نژاد بشر و بیگانگان فرازمینی را به تصویر می‌کشد. با الهام از این رمان، کتب مصور، مجموعه‌های تلویزیونی و فیلم‌های سینمایی نیز ساخته شده است.
جنگ دنیاها نخستین بار در سال ۱۸۹۷ به‌صورت پاورقی در مجله پیرسون در بریتانیا و کازموپالیتن در ایالات متحده منتشر شد. نسخهٔ کامل رمان در سال ۱۸۹۸ توسط ویلیام هاینمن در قالب جلدسخت منتشر شد.
این اثر یکی از پرمناقشه‌ترین آثار برجسته غربی در ژانر علمی-تخیلی محسوب می‌شود.
جنگ دنیاها هرگز از چاپ خارج نشده است و الهام‌بخش آثار بسیاری چون فیلم‌های سینمایی، نمایش‌های رادیویی، آلبوم‌های صوتی، اقتباس‌های کمیک، سریال‌های تلویزیونی و دنباله‌ها یا داستان‌های موازی از سوی نویسندگان دیگر شده است. یکی از مشهورترین آن‌ها نمایشنامه رادیویی است که توسط اورسون ولز در رادیوی سی‌بی‌اس آمریکا اجرا شد و باعث ترس بسیاری از افراد در آمریکا شد، چرا که نمی‌دانستند این داستان خیالی است. استیون اسپیلبرگ نیز در سال ۲۰۰۵ با اقتباس از این کتاب فیلمی با بازیگری تام کروز را کارگردانی کرد.
طرح داستان با سایر آثار ادبیات تهاجم در همان دوره شباهت دارد و به‌گونه‌های گوناگون به‌عنوان تفسیری بر فرگشت، امپریالیسم و ترس‌ها، خرافات و تعصبات دوره ویکتوریا تحلیل شده است. ولز بعدها یادآور شد که الهام‌بخش او برای طرح این داستان، جنگ سیاه علیه بومیان تاسمانی بوده است. برخی تاریخ‌نگاران بر این باورند که ولز این کتاب را برای برانگیختن تردید نسبت به اخلاقیات جهان‌خوارانه در میان خوانندگانش نوشت. در زمان انتشار، این اثر همچون رمان پیشین ولز، ماشین زمان، در دستهٔ رمان‌های علمی-تخیلی کلاسیک طبقه‌بندی شد.

## داستان
اما آن‌سوی شکاف پهناور فضا، ذهن‌هایی که نسبت به ذهن ما همان‌گونه‌اند که ذهن ما نسبت به جانوران فرومایه، خردهایی گسترده و سرد و بی‌دلسوزی، با چشمانی پر از رشک به این زمین نگریستند و آرام‌آرام، بی‌هیاهو و با اطمینان، نقشه‌هایی برای نابودی ما در سر پروراندند.— اچ.جی. ولز (۱۸۹۸)، جنگ دنیاها

### ورود مریخی‌ها

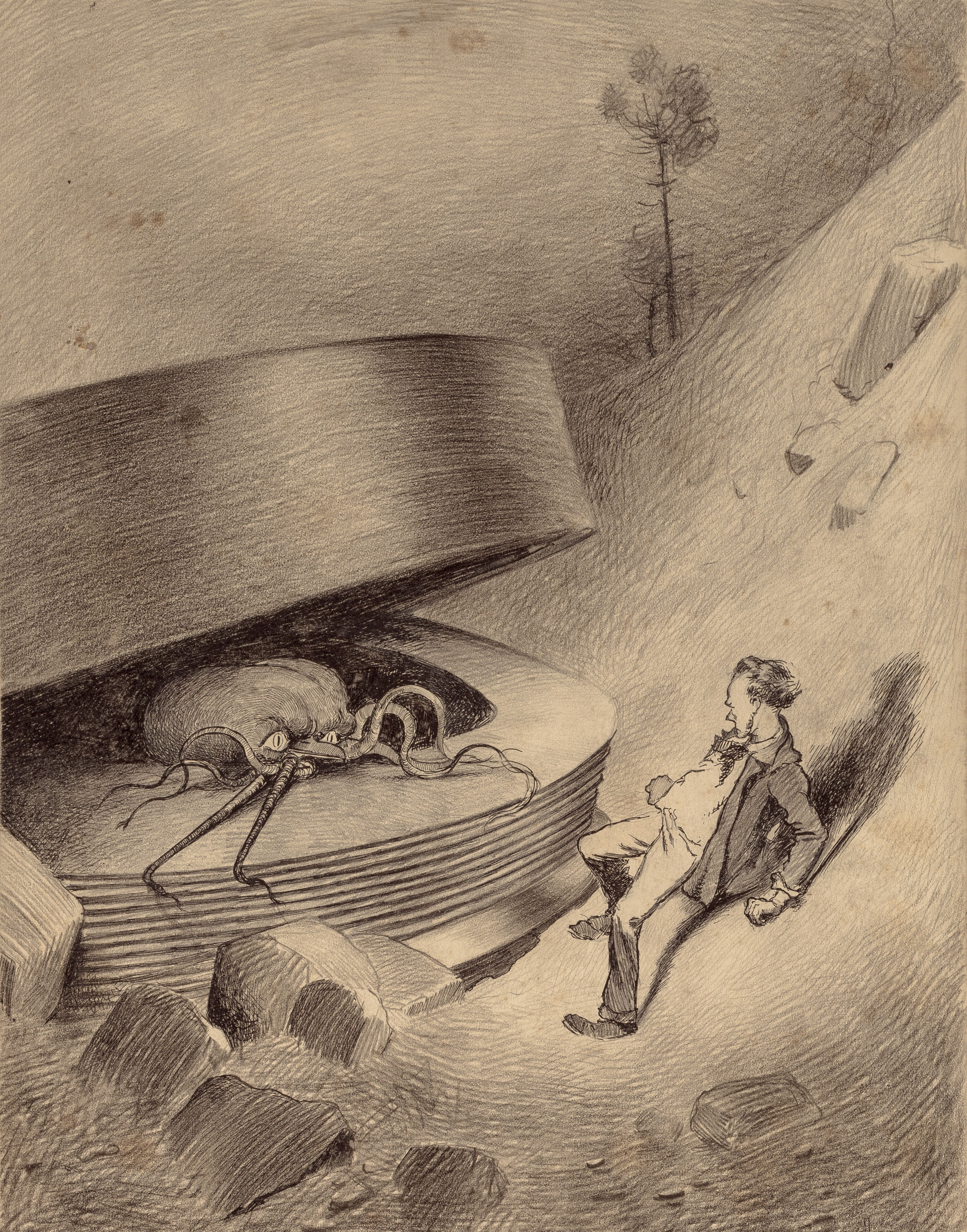
نخستین مریخی در حال خروج از استوانه‌ای که از آسمان فرود آمده. تصویر از آنریک آلویم کورئا

رمان در اواسط دههٔ ۱۸۹۰ آغاز می‌شود، زمانی که موجوداتی بیگانه و ساکن مریخ، به‌سبب سرد شدن و فرسودگی سیاره‌شان، برای تهاجم به زمین نقشه می‌کشند. روایت اصلی ("سرخوردگی بزرگ") در اوایل قرن بیستم و در فصل تابستان رخ می‌دهد، زمانی که جسمی که گمان می‌رود یک شهاب‌واره است در هورسل کامن، نزدیک خانهٔ راوی، فرود می‌آید. مشخص می‌شود که این یک استوانهٔ مصنوعی است که چند ماه پیش، زمانی که زمین و مریخ در مقابله  بودند، به سوی زمین شلیک شده بود. چند مریخی از آن بیرون می‌آیند و با جاذبه و جو ناآشنای زمین دست‌وپنجه نرم می‌کنند. زمانی که گروهی از انسان‌ها با پرچم سفید به استقبال آن‌ها می‌روند، مریخی‌ها آن‌ها را با پرتوی حرارتی به آتش می‌کشند. جمعیت می‌گریزد و آن شب، نیروی نظامی بزرگی استوانه را محاصره می‌کند.
روز بعد، راوی همسرش را با گاری دوچرخه‌ای کرایه‌ای از مهمان‌خانهٔ محلی به لدرهد می‌برد، اما برای بازگرداندن گاری برمی‌گردد. آن شب، او ماشینی سه‌پایه را می‌بیند—ماشین جنگی مریخی—که مجهز به پرتوی حرارتی و سلاح شیمیایی با «دود سیاه» سمی است. این سه‌پایه‌ها سربازان را در اطراف استوانه نابود کرده و بیشتر ووکینگ را ویران کرده‌اند. راوی به خانه‌اش می‌رسد و جسد مهمان‌خانه‌دار را در باغ می‌یابد که بر اثر استنشاق دود سیاه مرده است. از پنجرهٔ طبقهٔ بالا مراقب اوضاع می‌شود و به یک توپچی که پس از نابودی یگانش گریخته، پناه می‌دهد. راوی و توپچی تلاش می‌کنند به لدرهد برگردند، اما در حملهٔ مریخی‌ها میان شپرتون و ویبریج از هم جدا می‌شوند. درحالی‌که پناه‌جویان می‌کوشند از رود وی بگذرند، ارتش با آتش سنگین موفق به نابودی یکی از سه‌پایه‌ها می‌شود و مریخی‌ها عقب‌نشینی می‌کنند. راوی به واتون-آن-تیمز می‌رود و با کشیشی بی‌نام دیدار می‌کند.

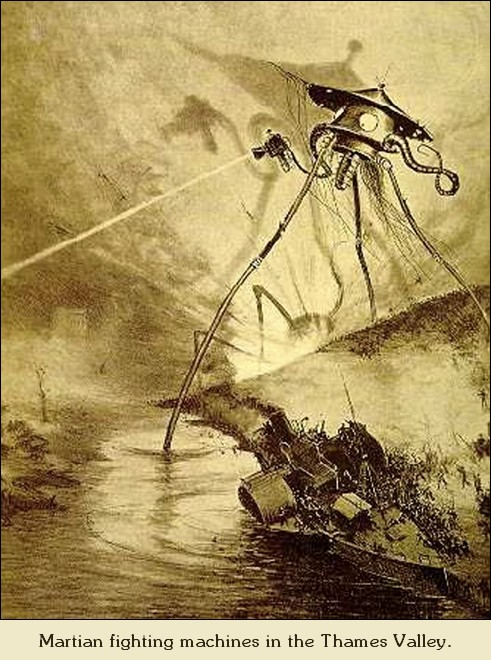
مریخی‌ها در حال شلیک پرتوی حرارتی در دره تیمز، تصویر از آنریک آلویم کورئا

مریخی‌ها دوباره حمله می‌کنند و مردم از لندن فرار می‌کنند، ازجمله برادر راوی که با همسایه‌اش خانم الفینستون و خواهرشوهر او همراه می‌شود تا از آن‌ها محافظت کند. آن‌ها به ساحل می‌رسند و با ناوگان پناه‌جویان که به‌طور خودبخودی شکل گرفته، به اروپای قاره‌ای می‌گریزند. سه‌پایه‌ها حمله می‌کنند، اما ناو کوبندهٔ اچ‌ام‌اس تاندر چایلد دو تای آن‌ها را نابود می‌کند، هرچند خودش نیز نابود می‌شود (سه‌پایهٔ سوم یا در انفجار مهمات ناو از بین می‌رود یا در دود حاصل ناپدید می‌شود)، و ناوگان پناه‌جویان می‌گریزد. به‌زودی، هرگونه مقاومت سازمان‌یافته از هم می‌پاشد و مریخی‌ها در سرزمین ویران‌شده آزادانه می‌گردند.

### زمین در چنگ مریخی‌ها
در آغاز کتاب دوم، راوی و کشیش می‌بینند که یکی از ماشین‌های مریخی مردم را گرفته و به درون محفظه‌ای فلزی پرتاب می‌کند. راوی درمی‌یابد که مریخی‌ها شاید نقشه‌هایی برای قربانیانشان دارند. زمانی که پنجمین استوانهٔ مریخی فرود می‌آید، هر دو زیر آوار خانه‌ای اربابی گرفتار می‌شوند. راوی از مشاهداتش درمی‌یابد که ساختار بدنی مریخی‌ها چگونه کار می‌کند و آن‌ها چگونه با استفاده از خون جانداران زنده تغذیه می‌کنند. رابطهٔ این دو نفر رفته‌رفته رو به وخامت می‌گذارد، زیرا کشیش به تدریج دچار یأس می‌شود و زمانی که می‌خواهد ذخایر باقی‌ماندهٔ غذا را بخورد، راوی او را بیهوش می‌کند. مریخی‌ای در حال عبور، جسد کشیش را می‌برد، اما راوی از دید او در امان می‌ماند.
مریخی‌ها گودال استوانه را ترک می‌کنند و راوی از خانهٔ فروریخته بیرون آمده و به‌سوی غرب لندن حرکت می‌کند. در راه، با علف سرخ مریخی روبه‌رو می‌شود که همه‌جا را فراگرفته، گیاهی خاردار که هر جا آب فراوانی باشد رشد می‌کند، اما متوجه می‌شود که این گیاه به‌تدریج در حال مرگ است. در پاتنی هیت، بار دیگر توپچی را ملاقات می‌کند اما او را رها می‌کند، چرا که توپچی می‌کوشد او را قانع کند که باید به جنگ با مریخی‌ها ادامه دهند. راوی که از شدت آسیب روانی دچار آشفتگی شده، سرانجام تصمیم به خودکشی می‌گیرد و به‌سوی یکی از ماشین‌های جنگی متوقف‌شده در پریم‌روز هیل می‌رود. اما با شگفتی درمی‌یابد که همهٔ مریخی‌ها به‌سبب هجوم بیماری‌زاهای زمینی که نسبت به آن‌ها ایمنی نداشتند، مرده‌اند.
راوی دچار اختلال روانی می‌شود و خانواده‌ای مهربان او را پرستاری کرده و سلامتش را بازمی‌گردانند. درنهایت به ووکینگ بازمی‌گردد و درمی‌یابد که همسرش زنده مانده است. در فصل پایانی، او دربارهٔ تهاجم مریخی‌ها، اثر آن بر نگاه انسان به خود و آینده‌اش، و پیامدی که بر ذهن خودش گذاشته، تأمل می‌کند.

## پیش‌زمینه

### سبک
جنگ دنیاها خود را به‌عنوان روایتی مستند از تهاجم مریخی‌ها ارائه می‌کند. این اثر از نخستین آثاری است که وجود نژادی هوشمند و توانمند برای حمله به زمین را مطرح می‌کند. راوی نویسنده‌ای از طبقهٔ متوسط است که مقاله‌های فلسفی می‌نویسد و یادآور شخصیت دکتر کمپ در مرد نامرئی است و ویژگی‌هایی شبیه نویسنده یعنی ولز در زمان نگارش اثر دارد. خواننده چیز زیادی از پیش‌زمینهٔ راوی یا شخصیت‌های دیگر نمی‌آموزد. درواقع، تعداد اندکی از شخصیت‌های اصلی نام‌دار هستند، به‌جز ستاره‌شناس اوگیلوی و خانم و دوشیزه الفینستون.

### الهام
ولز توضیح داده که ایدهٔ لندن خالی از سکنه را تقریباً هم‌زمان از دو منبع گرفته است: یکی از دوستی در حین یک گفت‌وگو، و دیگری از رمان یک خلسهٔ هیجان‌انگیز اثر فوربز داوسون. او که به این اندیشه علاقه‌مند شده بود که خودش داستانی مشابه بنویسد، به‌دنبال دلیلی برای این خالی شدن شهر گشت و به این نتیجه رسید که محتمل‌ترین دلیل، خروج جمعی مردم است. در جست‌وجوی عاملی برای این فرار، ناگهان به یاد ایدهٔ برادرش افتاد که دربارهٔ موجوداتی برتر از سیاره‌ای دیگر سخن گفته بود که ناگهان از آسمان فرود می‌آیند. پسر ولز، آنتونی وست، بر این باور بود که بذر دیگری از این داستان را می‌توان در ماشین زمان یافت، جایی که راوی دربارهٔ مسیر تکامل آیندهٔ بشر گمانه‌زنی می‌کند و تصور می‌کند شاید انسان‌ها به چیزی غیرانسانی، بی‌رحم و بسیار نیرومند تبدیل شوند. سپس تصویر ذهنی دیگری به ذهن ولز آمد که بیگانگان در استوانه‌هایی میان‌سیاره‌ای به زمین می‌رسند—ایده‌ای که آن را از داستان‌های ژول ورن دربارهٔ سفرهای فضایی وام گرفت. برای انتخاب سیارهٔ مبدأ، مریخ را برگزید، زیرا هم بیشترین شباهت را به زمین داشت و هم در آن زمان، دانشمندان به‌اشتباه می‌پنداشتند که مریخ پیرتر از زمین است؛ بنابراین، مریخی‌ها می‌توانستند تاریخچه‌ای طولانی‌تر در تکامل داشته باشند و به موجوداتی بسیار پیشرفته‌تر تبدیل شده باشند.

### زمینهٔ علمی
ولز در نیمهٔ دوم دههٔ ۱۸۸۰ به‌عنوان آموزگار علوم آموزش دید. یکی از استادان او توماس هنری هاکسلی، از حامیان سرسخت داروینیسم بود. ولز بعدها علوم تدریس می‌کرد و نخستین کتابش نیز یک کتاب درسی زیست‌شناسی بود. بسیاری از آثار او مفاهیم علمی و فناورانهٔ معاصر را به‌زبان ساده برای مخاطب شرح می‌دهند.
شور علمی رمان از فصل آغازین آن پایه‌ریزی می‌شود. راوی مریخ را از طریق تلسکوپ مشاهده می‌کند، و ولز تصویری ارائه می‌دهد از مریخی‌های برتر که به امور بشری می‌نگرند، همان‌گونه که انسان‌ها موجودات ریز را زیر میکروسکوپ می‌نگرند. در اوت ۱۸۹۴، ستاره‌شناسی فرانسوی از مشاهدهٔ «نوری عجیب» در مریخ خبر داد. ولز از این گزارش به‌عنوان نقطهٔ آغاز داستان استفاده کرد و تصور نمود که این نورها، پرتاب استوانه‌های مریخی به سوی زمین بوده‌اند.
ستاره‌شناس ایتالیایی جووانی اسکیاپارلی در سال ۱۸۷۸ عوارضی را بر سطح مریخ مشاهده کرد که آن‌ها را کانال نامید. در سال ۱۸۹۵، ستاره‌شناس آمریکایی پرسیوال لوول در کتابی با عنوان مریخ حدس زد که این‌ها ممکن است کانال‌های آبیاری باشند که توسط موجوداتی هوشمند ساخته شده‌اند تا زندگی را در سیاره‌ای خشک و در حال مرگ حفظ کنند. این رمان همچنین به نظریهٔ انتخاب طبیعی چارلز داروین نیز می‌پردازد.
در سال ۱۸۹۶، ولز مقاله‌ای با عنوان «هوش در مریخ» در نشریهٔ ستردی ریویو منتشر کرد و دیدگاه‌هایی دربارهٔ حیات در مریخ مطرح ساخت. ولز در این مقاله دربارهٔ ماهیت ساکنان مریخ و مقایسهٔ روند فرگشتی آن‌ها با انسان‌ها گمانه‌زنی می‌کند. این دیدگاه‌ها تقریباً بدون تغییر در رمان جنگ دنیاها به‌کار گرفته شده‌اند.

### موقعیت جغرافیایی

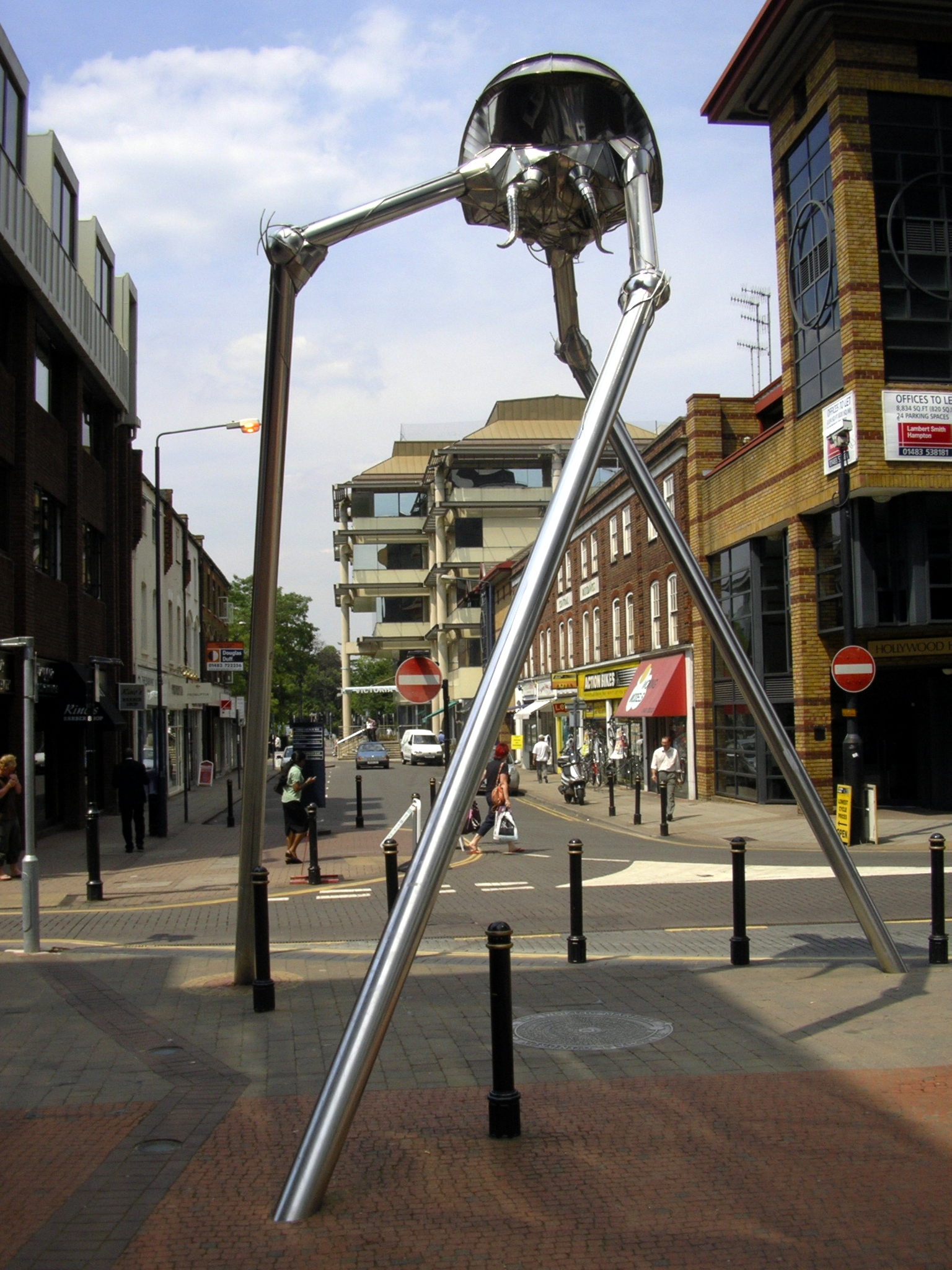
یک اثر هنری در ووکینگ که یک سه‌پایه و (در خارج از قاب) یک استوانهٔ مریخی را به تصویر می‌کشد. «مریخی ووکینگ»؛ اثر مایکل کاندرن، ۱۹۹۸

در سال ۱۸۹۵، ولز با کاترین رابینز ازدواج کرد و همراه او به ووکینگ در ساری در حومه لندن نقل‌مکان کرد. او صبح‌ها را به پیاده‌روی یا دوچرخه‌سواری در طبیعت می‌گذراند و بعدازظهرها به نوشتن می‌پرداخت. ولز از این گردش‌های دوچرخه‌سواری برای یافتن مکان‌هایی استفاده می‌کرد که بعدها در رمان به آن‌ها ارجاع داد. او در زندگینامه‌اش نوشته است که «در نواحی اطراف پرسه می‌زدم و جاها و آدم‌هایی را برای نابودی به دست مریخی‌هایم نشانه‌گذاری می‌کردم». یک مجسمهٔ فلزی به ارتفاع ۲۳ فوت (۷٫۰ متر) از ماشین جنگی سه‌پایه با عنوان مریخی ووکینگ، برگرفته از توصیف‌های رمان، در «کراون پسج» و نزدیک ایستگاه قطار ووکینگ قرار دارد که در سال ۱۹۹۸ توسط هنرمند مایکل کاندرن طراحی و ساخته شد. پنجاه متر آن‌سوتر در پیاده‌راه، نمایی بتنی و آجری از یک استوانهٔ مریخی قرار دارد.

### زمینهٔ فرهنگی
ولز در این رمان، تصویر دقیقی از فرهنگ حومه‌نشینی در اواخر دوران ویکتوریا ارائه می‌دهد، که بازتابی از تجربیات شخصی او در آن زمان است. در اواخر قرن نوزدهم، امپراتوری بریتانیا قدرت استعماری غالب در جهان بود، و از همین رو، قلب خانگی آن—یعنی انگلستان—به نقطه‌ای تأثیرگذار و هولناک برای آغاز یک تهاجم مریخی با دستورکار استعماری خودشان تبدیل شد. ولز همچنین از هراسی عمومی که در سال‌های نزدیک به پایان سدهٔ نوزدهم رایج شده بود الهام گرفت، که آن را فرجام قرن یا «پایان دوران» می‌نامیدند، و در آن پیش‌بینی می‌شد که آخرالزمان در نیمه‌شب آخرین روز سال ۱۸۹۹ فرا خواهد رسید.

## انتشار

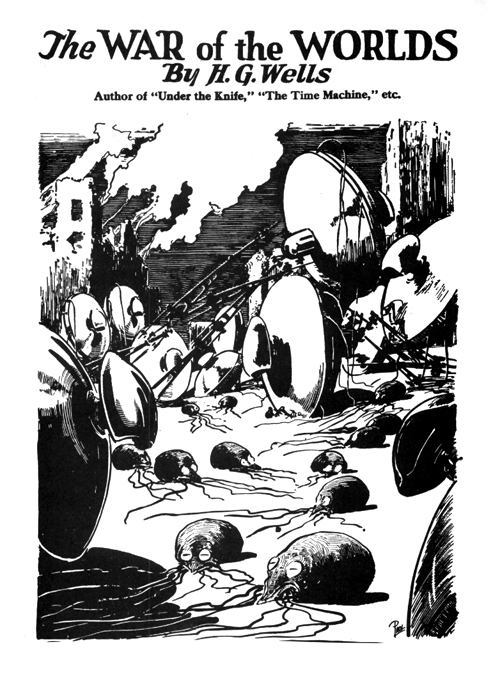
صفحهٔ عنوان در چاپ سال ۱۹۲۷ مجلهٔ داستان‌های شگفت‌انگیز با طرح جلد از فرانک آر. پال.

در اواخر دههٔ ۱۸۹۰، رایج بود که رمان‌ها پیش از انتشار کامل در قالب پاورقی در مجله‌ها یا روزنامه‌ها منتشر شوند، به‌گونه‌ای که هر بخش از پاورقی با یک پایان نفس‌گیر تمام می‌شد تا مخاطب را به خرید شمارهٔ بعدی ترغیب کند. این شیوه پیش‌تر در آثار چارلز دیکنز نیز به‌کار گرفته شده بود. جنگ دنیاها برای نخستین بار از آوریل تا دسامبر ۱۸۹۷ به‌صورت پاورقی در بریتانیا در مجلهٔ مجلهٔ پیرسون منتشر شد. ولز برای این کار ۲۰۰ پوند دریافت کرد و ناشر (پیرسون) خواستار دانستن پایان داستان پیش از تعهد به چاپ آن شد. نسخهٔ کامل کتاب در سال ۱۸۹۸ توسط هاینِمَن منتشر شد و از آن زمان تاکنون همواره در دست چاپ بوده است، هرچند نسخه‌های گوناگونی از آن موجود است. نسخهٔ آتلانتیک ۱۹۲۴ به‌عنوان متن مرجع اصلی برای تجدید چاپ‌ها شناخته می‌شود. همچنین، نسخه‌ای ویرایش‌شده برای مدارس در سال ۱۹۵۱ برای نخستین بار توسط هاینمن منتشر شد.

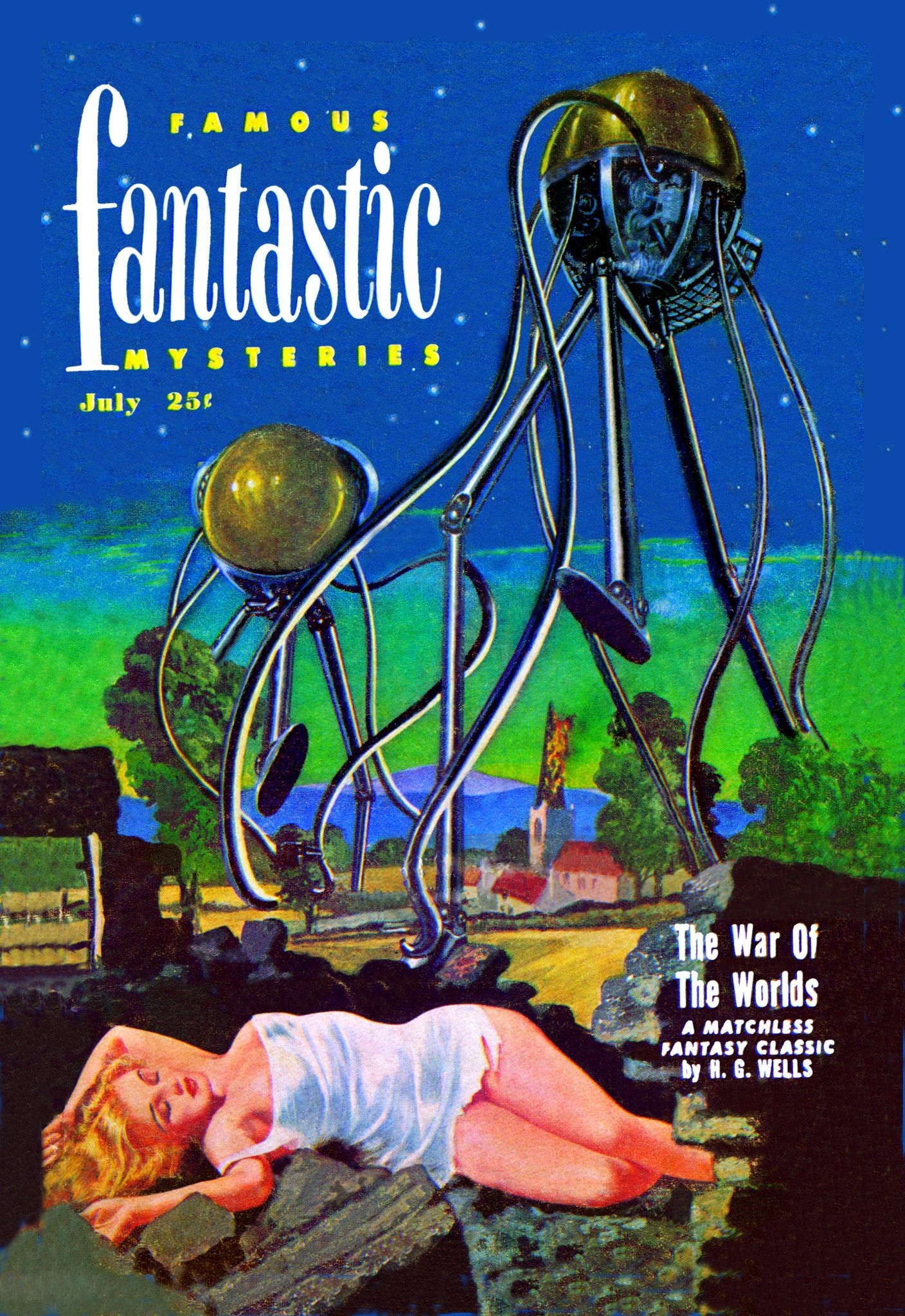
چاپ مجدد جنگ دنیاها در شمارهٔ ژوئیهٔ ۱۹۵۱ مجلهٔ فیمس فنتستیک میستریز

پیش از انتشار رسمی رمان، دو نسخهٔ پاورقی غیرمجاز از آن در ایالات متحده منتشر شد. نخستین نسخه در نیویورک ژورنال-امریکن با عنوان جنگجویانی از مریخ یا جنگ دنیاها منتشر شد که وقایع داستان را در نیویورک بازآفرینی کرده بود و از دسامبر ۱۸۹۷ تا ژانویهٔ ۱۸۹۸ ادامه یافت. نسخهٔ دوم مریخی‌ها را در حال فرود در نزدیکی بوستون نشان می‌داد و با عنوان جنگجویانی از مریخ، یا جنگ دنیاها در بوستون و اطراف آن در سال ۱۸۹۸ در بوستون پست منتشر شد. هرچند این نسخه‌ها غیرمجاز محسوب می‌شوند، هیوز و گدولد احتمال می‌دهند که ولز شاید ناآگاهانه با چاپ پاورقی در نیویورک ایونینگ ژورنال موافقت کرده باشد. پس از این دو نسخه، داستان فتح مریخ توسط ادیسون نوشتهٔ گرت پی. سروی منتشر شد.
هولت، راینهارت و وینستون در سال ۲۰۰۰ رمان را همراه با ماشین زمان تجدید چاپ کرد و برای طراحی جلد تازه از مایکل کولش سفارش گرفت.

### بازخورد
رمان جنگ دنیاها با استقبال خوب خوانندگان و منتقدان روبه‌رو شد. مجلهٔ اخبار مصور لندن نوشت که انتشار پاورقی در مجلهٔ پیرسون «کاملاً موفقیت‌آمیز» بوده است. موفقیت کتاب حتی از نسخهٔ پاورقی بیشتر بود و منتقدان آن را «بهترین اثری که تاکنون نوشته است» توصیف کردند، و به نوآوری آن در نشان دادن مریخ از زاویهٔ تازه‌ای از راه مفهوم تهاجم بیگانگان به زمین اشاره کردند. سیدنی بروکس در نشریهٔ هارپرز ویکلی از سبک نگارش ولز تمجید کرد و نوشت: «او بر تخیل خود کاملاً مسلط است و آن را با تبدیل هولناک‌ترین تصاویر ذهنی‌اش به زبانی ساده و بی‌تکلف، مؤثر می‌سازد». روزنامهٔ دیلی نیوز نیز با ستایش از «توانایی بالای ولز در مجسم‌سازی»، نوشت: «تخیل، قدرت شگفت‌انگیز ارائه، و معنای اخلاقی کتاب، بی‌تردید انکارناپذیرند». با این حال، برخی از منتقدان به خشونت شدید روایت انتقاد کردند.

### ادبیات تهاجم

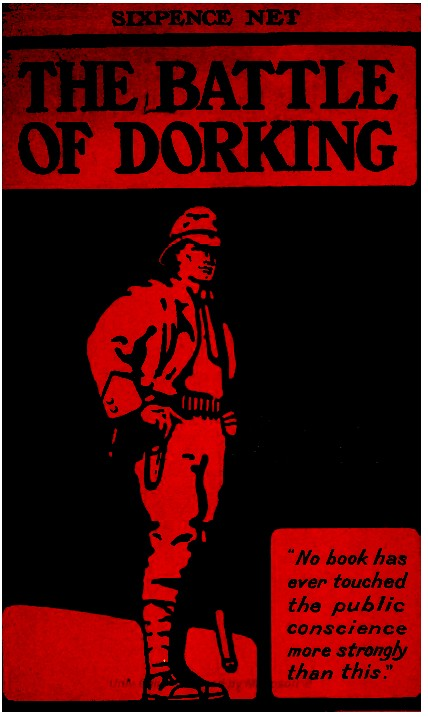
نبرد دورکینگ آغازگر ادبیات تهاجم

میان سال‌های ۱۸۷۱ تا ۱۹۱۴ بیش از ۶۰ اثر داستانی برای بزرگسالان منتشر شد که به روایت تهاجم به بریتانیا می‌پرداختند. نخستین اثر در این ژانر، نبرد دورکینگ (۱۸۷۱) نوشتهٔ جرج تامکینز چزنی بود، که در آن حمله‌ای غافلگیرانه از سوی آلمان و فرود نیروهای آن‌ها در سواحل جنوبی انگلستان به تصویر کشیده می‌شود، حمله‌ای که با منحرف شدن نیروی دریایی پادشاهی بریتانیا به گشت‌های استعماری و مشغول بودن ارتش در شورش ایرلند ممکن شده است. ارتش آلمان به‌سرعت نیروهای شبه‌نظامی بریتانیا را شکست می‌دهد و به‌سوی لندن پیشروی می‌کند. این داستان در مهٔ ۱۸۷۱ در مجلهٔ بلک‌وود منتشر شد و آن‌چنان محبوب شد که یک ماه بعد در قالب رساله‌ای با شمارگان ۸۰٬۰۰۰ نسخه تجدید چاپ گردید.
شباهت‌هایی آشکار میان داستان ولز و نبرد دورکینگ وجود دارد. در هر دو، دشمنی بی‌رحم حمله‌ای غافلگیرانه و ویرانگر انجام می‌دهد و نیروهای مسلح بریتانیا در برابر پیشروی آن ناتوان هستند؛ همچنین هر دو شامل ویرانی نواحی پیرامونی لندن در جنوب انگلستان هستند. با این حال، جنگ دنیاها از قالب معمول ادبیات تهاجم که به سیاست‌های اروپایی و منازعات بین‌المللی محدود می‌شد فراتر می‌رود، و با معرفی دشمنی بیگانه و غیرزمینی، افقی تازه برای این ژانر می‌گشاید.
ژانر ادبیات تهاجم، بستر آشنایی برای خوانندگان فراهم ساخت که موفقیت جنگ دنیاها را تسهیل کرد. این ژانر شاید برای خود ولز نیز زمینه‌ای تأثیرگذار بود، چرا که او هرگز جنگی ندیده و تجربه نکرده بود.

## پیش‌بینی‌ها و دقت علمی

### مریخ

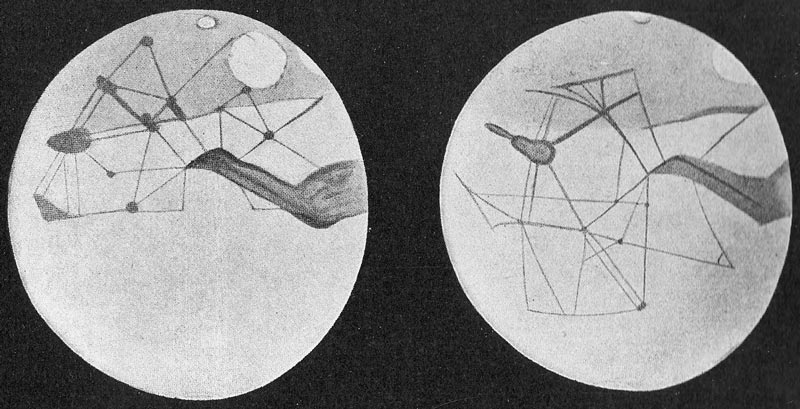
کانال‌های مریخی، به‌تصویر کشیده‌شده توسط پرسیوال لوول

بسیاری از رمان‌هایی که دربارهٔ حیات در دیگر سیارات در حوالی سال ۱۹۰۰ نوشته شدند، بازتاب‌دهندهٔ ایده‌های علمی آن دوران بودند، از جمله فرضیه سحابی پیر سیمون لاپلاس، نظریه علمی انتخاب طبیعی چارلز داروین، و نظریهٔ طیف‌شناسی گوستاو کیرشهف. این نظریه‌ها در کنار هم، این امکان را مطرح می‌کردند که سیارات ساختار و شرایطی مشابه دارند، و بنابراین احتمال ظهور حیات در مرحله‌ای مناسب از تکامل زمین‌شناسی یک سیاره وجود دارد.
در زمانی که ولز جنگ دنیاها را می‌نوشت، سه قرن از رصد مریخ با تلسکوپ می‌گذشت. گالیلئو گالیله در سال ۱۶۱۰ فازهای مریخ را مشاهده کرد و در سال ۱۶۶۶، جووانی دومنیکو کاسینی کلاهک‌های یخی قطبی آن را شناسایی کرد. در سال ۱۸۷۸، ستاره‌شناس ایتالیایی جووانی اسکیاپارلی عارضه‌هایی زمین‌شناختی را بر سطح مریخ مشاهده کرد که آن‌ها را Canali (به‌معنای «مجرای طبیعی») نامید. این واژه به‌اشتباه به انگلیسی «canals» ترجمه شد که معنای «آبراههٔ مصنوعی» دارد و موجب گمانه‌زنی‌هایی دربارهٔ وجود حیات هوشمند فرازمینی در آن سیاره شد. این موضوع بر ستاره‌شناس آمریکایی پرسیوال لوول تأثیر گذاشت. لوول در کتابش مریخ (۱۸۹۵) فرضیه‌ای مطرح کرد دربارهٔ سیاره‌ای خشک و در حال مرگ، که ساکنانش کانال‌هایی ساخته‌اند تا از طریق آن‌ها آب را از کلاهک‌های قطبی به زمین‌های قابل کشت برسانند. این نظریه، دیدگاه‌های علمی رایج زمان نگارش جنگ دنیاها دربارهٔ شرایط سیارهٔ سرخ را دربرمی‌گرفت؛ دیدگاه‌هایی که تا آغاز برنامه وایکینگ و مأموریت‌های فضایی باقی ماندند، اما سپس مشخص شد که مریخ سیاره‌ای بی‌جان و بسیار سرد است که وجود آب مایع در آن ممکن نیست.

### سفر فضایی
مریخی‌ها با استوانه‌هایی به زمین سفر می‌کنند که ظاهراً با استفاده از توپ فضایی عظیمی از سطح مریخ پرتاب شده‌اند. این نوع توصیف از سفر فضایی در سدهٔ نوزدهم رایج بود و ژول ورن نیز در از زمین تا کره ماه از آن استفاده کرده بود. اما بر پایهٔ دانش علمی امروز، این روش غیرعملی است، زیرا هدایت دقیق مسیر پرتاب با توپ بسیار دشوار است و نیروی انفجار لازم برای پرتاب استوانه از مریخ به زمین، به‌احتمال زیاد سرنشینان آن را خواهد کشت.

### جنگ تمام‌عیار
اصلی‌ترین سلاح‌های تهاجم مریخی پرتوی حرارتی و دود سیاه سمی‌اند. راهبرد آن‌ها شامل نابودی زیرساخت‌هایی چون انبار مهمات، راه‌آهن و خطوط تلگراف است؛ به‌گونه‌ای طراحی شده‌اند که بیشترین تلفات را وارد کرده و ارادهٔ مقاومت را از انسان‌ها بگیرند. این تاکتیک‌ها در سدهٔ بیستم، به‌ویژه در دههٔ ۱۹۳۰ با توسعهٔ سلاح‌های متحرک و فناوری‌هایی برای انجام حمله جراحی به اهداف کلیدی نظامی و غیرنظامی، بیشتر رایج شدند.
چشم‌انداز ولز از جنگی که بی‌هیچ محدودیت اخلاقی به نابودی کامل می‌انجامد، در زمان انتشار چندان جدی گرفته نشد. او بعدها این ایده‌ها را در رمان‌های هنگامی‌که خفتگان بیدار شوند (۱۸۹۹)، جنگ در آسمان (۱۹۰۸)، و جهان آزاد شده (۱۹۱۴) بسط داد. این نوع جنگ تمام‌عیار تا جنگ جهانی دوم به‌طور کامل تحقق نیافت.
منتقدی به‌نام هاوارد بلک نوشت: «در جزئیات عینی، ماشین‌های جنگی مریخی توصیف‌شده توسط ولز هیچ شباهتی به تانک یا بمب‌افکن شیرجه‌ای ندارند، اما شیوهٔ تاکتیکی و راهبردی استفاده‌شده از آن‌ها شباهت خیره‌کننده‌ای به بلیتس‌کریگ دارد، همان‌گونه که بعدها توسط نیروهای آلمان در چهار دهه بعد به‌کار گرفته شد. توصیف مریخی‌ها در حال پیشروی بی‌وقفه، با سرعت برق‌آسا به‌سوی لندن؛ ارتش بریتانیا که کاملاً ناتوان از مقاومت مؤثر است؛ دولت بریتانیا که فرو می‌پاشد و پایتخت را تخلیه می‌کند؛ و انبوه پناه‌جویان وحشت‌زده که جاده‌ها را بند می‌آورند—همگی دقیقاً در واقعیت نبرد فرانسه تحقق یافتند». بلک این توصیف در رمان سال ۱۸۹۸ را از نظر شباهت به جنگ زمینی جنگ جهانی دوم، بسیار نزدیک‌تر از اثر بعدی ولز یعنی چهرهٔ آینده (۱۹۳۳) دانست.

### سلاح‌ها و زره‌ها
توصیف ولز از سلاح‌های شیمیایی—یعنی دود سیاه که توسط ماشین‌های جنگی مریخی برای کشتار جمعی انسان‌ها به‌کار می‌رود—در سلاح‌های شیمیایی در جنگ جهانی اول به واقعیت پیوست. مقایسه‌ای میان لیزرها و پرتوی حرارتی مریخی‌ها از نیمهٔ دوم دههٔ ۱۹۵۰، زمانی‌که لیزرها هنوز در حال توسعه بودند، آغاز شد. نمونه‌هایی اولیه از سلاح‌های لیزری متحرک طراحی شده‌اند و در حال بررسی و آزمایش برای استفادهٔ احتمالی در جنگ‌های فضایی آینده هستند.
نظریه‌پردازان نظامی آن دوره، از جمله افسران نیروی دریایی پادشاهی بریتانیا پیش از جنگ جهانی اول، دربارهٔ ساخت نوعی «ماشین جنگی» یا «دریدنوت زمینی» گمانه‌زنی می‌کردند. ولز بعدها این اندیشه‌ها را در داستان کوتاه خود به‌نام زره‌پوشان زمینی بیشتر کاوید. در توصیف فناوری متحرک مریخی‌ها، تجرید علمی-تخیلی بالایی وجود دارد؛ ولز بر این نکته تأکید می‌کند که ماشین‌های مریخی چرخ ندارند. آن‌ها با «سامانه‌ای پیچیده از قطعات لغزنده» حرکت می‌کنند، بازوهایی شلاق‌مانند برای گرفتن اشیا دارند، و در تقلید از حرکت حیوانات، «شبه‌ماهیچه‌ها در ماشین خرچنگ‌مانند مهارکنندهٔ آن به‌وفور دیده می‌شوند».

## برداشت‌ها

### انتخاب طبیعی

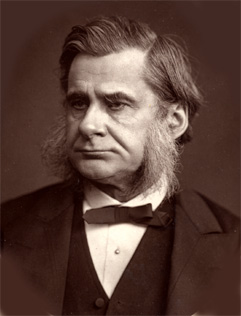
استاد ولز، داروینیسم‌گرای برجسته توماس هنری هاکسلی

اچ.جی. ولز شاگرد توماس هنری هاکسلی بود، یکی از حامیان نظریهٔ انتخاب طبیعی. در رمان، درگیری میان انسان و مریخی‌ها به‌صورت بقای اصلح به تصویر کشیده شده است. مریخی‌ها که در سیارهٔ پیرتری زیسته‌اند، زمان بیشتری برای تکامل موفق داشته‌اند و به سطحی بالاتر از هوش رسیده‌اند، و توانسته‌اند سلاح‌هایی بسیار پیشرفته‌تر از آنچه انسان‌های ساکن زمین جوان‌تر در اختیار دارند، بسازند؛ انسان‌هایی که فرصت کافی برای توسعهٔ چنین هوشی نداشته‌اند.

### تکامل انسان
رمان همچنین آینده‌ای محتمل برای تکامل انسان را پیشنهاد می‌کند و شاید هشداری باشد دربارهٔ ارزش‌گذاری بیش از حد بر هوش در برابر ویژگی‌های انسانی‌تر. راوی مریخی‌ها را چنین توصیف می‌کند که مغزی بیش‌ازحد رشدیافته دارند که منجر به بدنی سنگین و ناتوان شده و هرچند به افزایش هوش انجامیده، توانایی آنان در استفاده از عواطف را کاهش داده است؛ چیزی که ولز آن را وابسته به کارکرد بدنی می‌داند.
راوی به اثری منتشرشده در سال ۱۸۹۳ اشاره می‌کند که در آن پیشنهاد شده بود تکامل مغز انسان ممکن است از رشد سایر اندام‌ها پیشی بگیرد و اندام‌هایی مانند معده، بینی، دندان و مو از میان بروند، و انسان‌ها تبدیل به ماشین‌های اندیشنده‌ای شوند که برای تعامل با محیط خود به ابزارهای مکانیکی—همچون ماشین‌های جنگی سه‌پایه—نیاز دارند. این اثر احتمالاً مقالهٔ خود ولز با عنوان «مرد سال میلیون» است که نخستین‌بار در پال مال گزت در ۶ نوامبر ۱۸۹۳ منتشر شد و دیدگاه‌هایی مشابه را مطرح کرده بود. در چشم‌انداز ولز از آیندهٔ انسان، آن‌ها دستان بزرگ و سری عظیم با چشمانی نافذ خواهند داشت، در حالی‌که بقیهٔ بدن به‌کلی تحلیل رفته است. به‌جای دستگاه گوارش، آن‌ها مواد مغذی را از استخری از مایعات از طریق سطح بدن جذب می‌کنند، در حالی‌که ماشین‌ها کارهایی را انجام می‌دهند که ماهیچه‌هایشان دیگر قادر به انجام آن نیست. عواطف جای خود را به عقل داده‌اند، و جامعه از طریق همکاری، به «نمونهٔ نظم و آرامش» تبدیل شده است.

### استعمار و جهان‌خواری

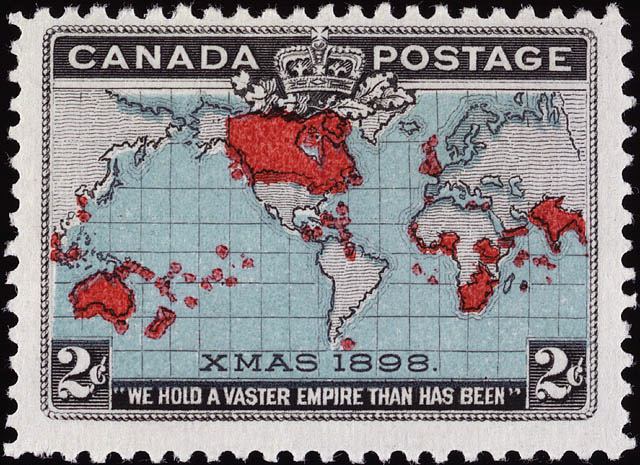
تمبر اداره پست کانادا که امپراتوری بریتانیا را در زمان انتشار رمان نشان می‌دهد

در زمان انتشار رمان، امپراتوری بریتانیا حدود یک‌چهارم از قلمروهای جهان را در اختیار داشت و دوره‌ای نسبتاً آرام در روابط بین‌المللی میان قدرت‌های بزرگ جهانی موسوم به پکس بریتانیکا برقرار بود. بین سال‌های ۱۸۱۵ تا ۱۹۱۴، حدود ۲۶ میلیون کیلومتر مربع (۱۰ میلیون مایل مربع) از سرزمین‌ها و حدود ۴۰۰ میلیون نفر به قلمرو امپراتوری بریتانیا افزوده شدند.
در حالی‌که ادبیات تهاجم پیش‌تر بستر تخیلی مناسبی برای تصور فتح قلب امپراتوری بریتانیا توسط نیروهای بیگانه فراهم کرده بود، اما نخستین بار در جنگ دنیاها بود که مخاطب بریتانیایی با دشمنی روبه‌رو شد که از هر جهت برتر از خودشان بود. یکی از عوامل موفقیت امپراتوری بریتانیا، بهره‌گیری از فناوری پیشرفته بود؛ مریخی‌ها نیز که قصد تأسیس امپراتوری بر زمین را دارند، از فناوری‌ای برتر از رقیب بریتانیایی خود برخوردارند. در این رمان، ولز یک قدرت امپریالیستی را در نقش قربانی تجاوز امپریالیستی به تصویر می‌کشد، و شاید از این راه خواننده را به تأمل در باب اخلاقیات امپریالیسم وادارد.
ولز این مفهوم را در بند زیر بیان می‌کند:
و پیش از آن‌که بر [مریخی‌ها] به‌شدت بتازیم، باید به یاد آوریم که گونهٔ ما چه ویرانی بی‌رحمانه و کاملی به بار آورده است، نه فقط بر حیواناتی مانند گاومیش‌های کوهان‌دار و دودو که منقرض شدند، بلکه بر نژادهای فرودست انسانی. بومیان تاسمانی، با وجود شباهت انسانی‌شان، در جنگ سیاه به‌دست مهاجران اروپایی به‌طور کامل ریشه‌کن شدند—در عرض فقط پنجاه سال. آیا ما آن‌قدر رسولان شفقتیم که شکایت کنیم اگر مریخی‌ها با همان روحیه به جنگ برخاسته باشند؟— فصل اول، «شب جنگ»

### داروینیسم اجتماعی
رمان، ایده‌های نژادی مطرح‌شده در داروینیسم اجتماعی را به‌گونه‌ای نمایشی بیان می‌کند، به‌طوری‌که مریخی‌های پیشرفته «حق» خود را به‌عنوان نژادی برتر برای تسلط بر انسان‌ها به‌کار می‌برند. داروینیسم اجتماعی استدلال می‌کرد که موفقیت گروه‌های قومی مختلف در امور جهانی، و طبقات اجتماعی درون یک جامعه، نتیجهٔ کشمکش تکاملی است که در آن گروه یا طبقهٔ شایسته‌تر به پیروزی می‌رسد. امروزه استفاده از چنین استدلال‌هایی برای توجیه موقعیت ثروتمندان، قدرتمندان یا گروه‌های مسلط، دست‌کم مشکوک و پرسش‌برانگیز تلقی می‌شود.
ولز در جامعه‌ای بزرگ شد که در آن شایستگی فردی به اندازهٔ طبقهٔ اجتماعی او اهمیت نداشت. پدرش ورزشکار حرفه‌ای بود و پایین‌تر از «اشراف نجیب» به‌حساب می‌آمد؛ مادرش خدمهٔ خانه بود و خود ولز ابتدا به‌عنوان شاگرد پارچه‌فروش کار می‌کرد. اما به‌عنوان دانشمند، تجربه‌های شخصی او از مبارزه و تلاش با دیدگاه داروین دربارهٔ «جهانی درگیر کشمکش» همخوانی داشت. با این حال، او علم را نظامی عقلانی می‌دانست که فراتر از برداشت‌های سنتی دربارهٔ نژاد، طبقه و مذهب می‌رود و در داستان‌هایش استفادهٔ ابزاری از علم برای توجیه هنجارهای سیاسی و اجتماعی زمانه را به چالش می‌کشد.

### دین و علم
در رمان جنگ دنیاها، خیر و شر به‌گونه‌ای نسبی جلوه می‌کند و شکست مریخی‌ها به‌طور کامل نتیجه‌ای مادی دارد: تأثیر میکروب‌های زمینی. شخصیتی که کشیشی دیوانه است در روایت نقشی مهم دارد، اما تلاش‌هایش برای ربط دادن تهاجم مریخی‌ها به آرماگدون، از نگاه مایکل دریپر، نشانهٔ اختلال روانی اوست. مرگ او، که بر اثر نعره‌کشی‌های انجیلی‌اش توجه مریخی‌ها را جلب می‌کند، نشانه‌ای از محکوم شدن نگرش‌های دینی منسوخ او تلقی می‌شود، اما راوی دو بار به درگاه خدا دعا می‌کند و این احتمال را مطرح می‌کند که شاید وجود باکتری‌ها در زمین به‌صورت الهی مقدر شده باشد تا برای چنین زمانی به کار آیند—برداشتی پیچیده‌تر از دین که نشان از دیدگاهی چندوجهی دارد.

## تأثیرات

### مریخ و مریخی‌ها

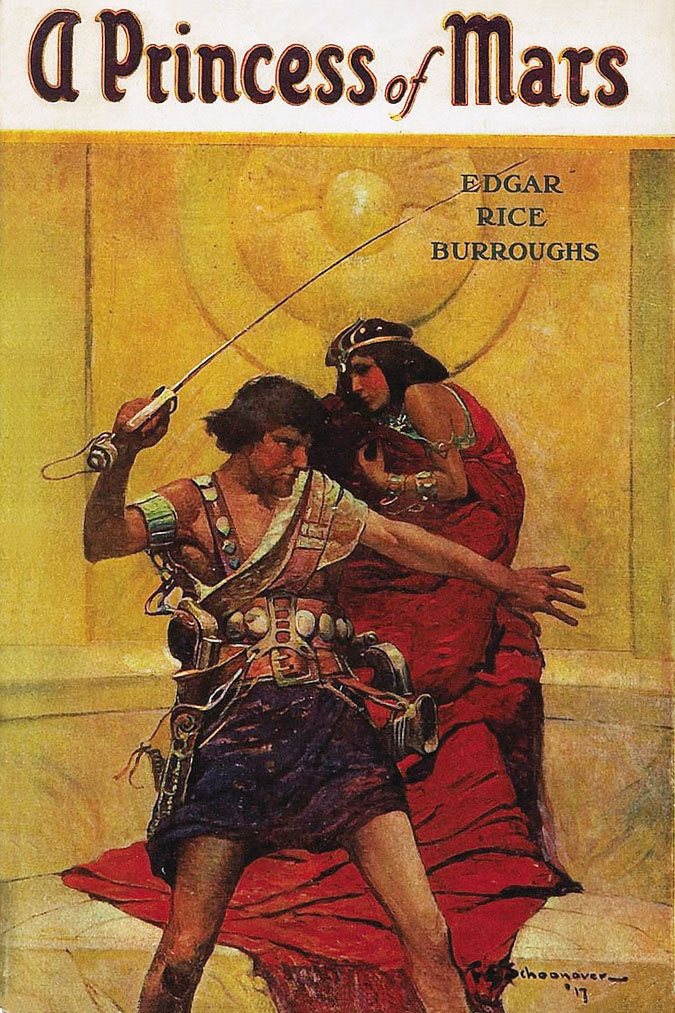
شاهزادهٔ مریخ اثر ادگار رایس باروز (طرح روی جلد از فرانک شون‌اوور)

این رمان چندین کلیشه یا تِم رایج مربوط به مریخ را در ادبیات علمی-تخیلی بنیان گذاشت. از جمله این‌که مریخ سیاره‌ای کهن است؛ به پایان عمر خود نزدیک شده؛ خانهٔ تمدنی پیشرفته است که توان انجام کارهای شگرف علمی و مهندسی را دارد؛ و همچنین منشأ نیروهایی متجاوز است که برای تصرف زمین وارد عمل می‌شوند. دو تِم نخست به‌شکلی برجسته در مجموعهٔ بارسوم اثر ادگار رایس باروز از جمله در شاهزادهٔ مریخ (۱۹۱۲) دیده می‌شوند.
فریمن دایسون، فیزیک‌دان برجسته و چهره‌ای کلیدی در جست‌وجوی حیات فرازمینی، اعتراف کرده است که داستان‌های اچ.جی. ولز را در کودکی خوانده و از آن‌ها تأثیر گرفته است.

انتشار و استقبال از جنگ دنیاها واژهٔ «مریخی» را به‌عنوان اصطلاحی رایج برای توصیف چیزی «برون‌سیاره‌ای» یا «ناشناخته» در زبان عمومی تثبیت کرد.

### بیگانگان و تهاجم فرازمینی

#### پیشینه‌ها
ولز به‌عنوان بنیان‌گذار شماری از مضامین فرازمینی شناخته می‌شود که بعدها در قرن بیستم به‌طور گسترده‌ای توسط نویسندگان علمی-تخیلی گسترش یافتند؛ از جمله نخستین تماس میان گونه‌ها، و جنگ بین سیارات با موجوداتی از گونه‌های متفاوت. با این حال، پیش از انتشار جنگ دنیاها نیز داستان‌هایی دربارهٔ بیگانگان و تهاجم فرازمینی وجود داشت.
در سال ۱۷۲۷، جاناتان سوییفت سفرهای گالیور را منتشر کرد. در یکی از بخش‌ها، او مردمانی را توصیف می‌کند که شیفتهٔ ریاضیات‌اند و از نظر علمی از اروپاییان پیشرفته‌ترند. آن‌ها بر جزیره‌ای شناور به نام لاپوتا زندگی می‌کنند که قطری ۴٫۵ مایل دارد و با سایه‌اش مانع رسیدن آفتاب و باران به سرزمین‌هایی می‌شود که از بالای آن‌ها عبور می‌کند تا آن ملت‌ها را وادار به پرداخت خراج کند.
میکرومگاس  اثر ولتر (۱۷۵۲)، شامل دو موجود از زحل و ستارهٔ شب‌پره  است که گرچه ظاهر انسانی دارند، اندازه‌شان عظیم است و از روی کنجکاوی به زمین سفر می‌کنند. در ابتدا تفاوت مقیاس آنان با انسان‌ها باعث می‌شود فکر کنند زمین خالی از سکنه است، اما وقتی به باورهای مغرورانه و زمین‌محور فلاسفهٔ زمینی پی می‌برند، از خودبزرگ‌بینی انسان‌ها در قیاس با موجودات برتر کیهانی دچار شگفتی و خنده می‌شوند.
در سال ۱۸۹۲، کشیش استرالیایی رابرت پاتر، رمان میکروب‌کاران را در لندن منتشر کرد. این داستان به تهاجم پنهانی بیگانگانی می‌پردازد که خود را به شکل انسان درمی‌آورند و می‌کوشند بیماری‌ای واگیردار تولید کنند تا با آن نقشه‌شان برای تسخیر جهانی را اجرا کنند. این اثر چندان خوانده نشد، و از همین رو، رمان بسیار موفق‌تر ولز معمولاً به‌عنوان اثر پایه در ژانر تهاجم بیگانه شناخته می‌شود.
نخستین اثر علمی‌تخیلی که در مریخ می‌گذرد، شاید رمان  سفر در گسترهٔ بروج فلکی: داستانِ یک گزارشِ ویران‌شده (۱۸۸۰) از پرسی گرگ باشد که شرحی مفصل دربارهٔ جنگ داخلی در مریخ ارائه می‌دهد. رمان دیگری از کورد لاس‌ویتس به‌نام از دو سیاره در سال ۱۸۹۷ منتشر شد و در آن مریخی‌ها خیرخواهانه به زمین می‌آیند تا دانش پیشرفته‌شان را به بشریت منتقل کنند. این اثر تا سال ۱۹۷۱ به انگلیسی ترجمه نشد و از این رو بعید است بر ولز تأثیر گذاشته باشد، هرچند مریخ در آن متأثر از دیدگاه‌های پرسیوال لوول تصویر شده است.
نمونه‌های دیگر شامل Mr. Stranger's Sealed Packet (۱۸۸۹) اثر هیو مک‌کال، سفر به مریخ (۱۸۹۴) از گوستاوس دبلیو. پوپ، و Pharaoh's Broker از المر دویگینز با نام مستعار السورث داگلاس است. در این داستان، قهرمان با تمدنی از مصر باستان در مریخ روبه‌رو می‌شود که با وجود شباهت با زمین، به‌گونه‌ای مستقل تکامل یافته است.

#### نمونه‌های اولیهٔ اثرگذاری بر علمی-تخیلی
ولز در خود رمان جنگ دنیاها نتیجهٔ جایگزینی برای سناریوی تهاجم بیگانه مطرح می‌کند. در دومین دیدار راوی با توپچی، توپچی آینده‌ای را تصور می‌کند که انسان‌ها در فاضلاب‌ها و تونل‌ها پنهان شده‌اند و جنگ چریکی علیه مریخی‌ها راه انداخته‌اند، و پس از نسل‌ها نبرد، با یادگیری فناوری سلاح‌های مریخی، آن‌ها را شکست داده و زمین را بازمی‌ستانند.
شش هفته پس از انتشار رمان، روزنامهٔ بوستون پست داستانی دیگر دربارهٔ تهاجم بیگانه منتشر کرد که دنباله‌ای غیررسمی بر جنگ دنیاها بود و روند داستان را علیه مهاجمان برمی‌گرداند. فتح مریخ به‌دست ادیسون به قلم گرت پی. سروی، نویسنده‌ای که امروز کمتر شناخته شده است، داستان حملهٔ توماس ادیسون به سیارهٔ مهاجمان را روایت می‌کند. هرچند این اثر در واقع دنباله‌ای بر Fighters from Mars—نسخهٔ بازنویسی‌شده و غیررسمی جنگ دنیاها—بود، اما هر دو نخستین‌بار در سال ۱۸۹۸ در روزنامهٔ Boston Post منتشر شدند. لازار لاگین در ۱۹۶۲ در اتحاد جماهیر شوروی رمان Major Well Andyou را منتشر کرد که بازنگری‌ای از وقایع جنگ دنیاها از نگاه یک خائن بود.
جنگ دنیاها در سال ۱۹۲۷، پیش از دوران طلایی علمی-تخیلی، در ایالات متحده به‌دست هوگو گرنسبک در مجلهٔ داستان‌های شگفت‌انگیز بازنشر شد. جان دبلیو. کمبل، یکی از ویراستاران مهم علمی-تخیلی در آن دوران که گاه داستان کوتاه هم می‌نوشت، در دههٔ ۱۹۳۰ چندین داستان با موضوع تهاجم بیگانه منتشر کرد. پس از او، نویسندگان برجسته‌ای مانند آیزاک آسیموف، آرتور سی. کلارک، کلیفورد سیماک، رابرت آنسون هاین‌لاین با رمان اربابان خیمه‌شب‌باز و جان ویندهام با بیداری کراکن مسیر او را دنبال کردند. ویندهام، هرچند نامی از کتاب ولز نمی‌برد، در یادداشت‌های فصل نخست کتابش اشاره می‌کند که ممکن است حملهٔ بیگانگان به زمین «بسیار متفاوت از آن چیزی باشد که در داستان‌ها تصویر شده است».

### سه‌پایه‌ها
ماشین جنگی (که با نام «سه‌پایهٔ مریخی» نیز شناخته می‌شود) یکی از ماشین‌های خیالی است که مریخی‌ها در رمان علمی‌-تخیلی کلاسیکِ «جنگ دنیاها» اثر اچ. جی. ولز، منتشرشده در سال ۱۸۹۸، از آن استفاده می‌کنند. در این رمان، ماشین جنگی سازه‌ای سه‌پایه و سریع‌الحرکت است که گفته می‌شود حدود ۱۰۰ فوت (۳۰ متر) ارتفاع دارد، با چندین بازوی شلاق‌مانند برای گرفتن اشیا، و مجهز به دو سلاح مرگبار: پرتو گرما و لوله‌ای شبیه تفنگ که برای پرتاب قوطی‌هایی از دود سیاهِ سمی به‌کار می‌رود که هر موجودی را می‌کشد. این ماشین، ابزار اصلی مریخی‌ها برای یورش به زمین است، در کنار ماشین‌های جابه‌جایی، پرواز، و سدسازی.

## اقتباس‌ها
تا سال ۲۰۲۴، جنگ دنیاها الهام‌بخش ساخت هفت فیلم و همچنین چندین نمایش رادیویی، کتاب مصور، بازی ویدئویی، سریال تلویزیونی و دنباله یا روایت‌های موازی از سوی نویسندگان دیگر شده است. بیشتر این آثار در مکان‌ها یا زمان‌هایی متفاوت با رمان اصلی رخ می‌دهند. از جملهٔ اقتباس‌ها، جنگ دنیاها (اجرای رادیویی) است که توسط اورسن ولز روایت و کارگردانی شد. دوسوم نخست برنامهٔ ۶۰ دقیقه‌ای به‌صورت بولتن‌های خبری ارائه شد که به‌طور گسترده چنین توصیف شده‌اند که سبب وحشت و خشم شنوندگانی شدند که فکر می‌کردند رویدادهای توصیف‌شده واقعی هستند. اما بعدها برخی منتقدان خاطرنشان کردند که این وحشت عمومی اغراق‌شده بود و روزنامه‌ها با هدف بی‌اعتبار ساختن رادیو به‌عنوان منبع خبر و اطلاعات یا بهره‌برداری از کلیشه‌های نژادی، آن را بزرگ‌نمایی کرده بودند.
نخستین اقتباس سینمایی جنگ دنیاها در سال ۱۹۵۳ توسط جرج پال تهیه و بایرون هاسکین کارگردانی شد و ژن بری در آن نقش‌آفرینی کرد. در سال ۲۰۰۵، استیون اسپیلبرگ نسخهٔ جدیدی با بازی تام کروز ساخت: جنگ دنیاها (فیلم ۲۰۰۵).
در سال ۱۹۷۸، جف وین آلبومی موسیقایی با اقتباس از این داستان تهیه کرد با صدای ریچارد برتون و دیوید اسکس. او همچنین دو تور نمایشی زنده از این نسخه موسیقایی را اجرا کرده است.
یک تجربهٔ غوطه‌ورانه از جنگ دنیاها با موسیقی جف وین در سال ۲۰۱۹ در لندن افتتاح شد. این نمایش ترکیبی از واقعیت مجازی، تمام‌نگاری حجمی و تئاتر زنده بود.